# Helena Nyblom
Helena Augusta Nyblom, nata Roed (Copenaghen, 7 dicembre 1843 – Parrocchia di Engelbrekt, 9 ottobre 1926), è stata una scrittrice, musicista, disegnatrice, sceneggiatrice per il teatro e critica culturale danese naturalizzata svedese, divenuta celebre per le sue fiabe, ma scrisse anche opere teatrali, per lo più commedie in un unico atto rappresentanti la vita quotidiana. La sua arte fu influenzata, oltreché dai genitori, anche da personalità come Wilhelm Peterson-Berger, Emil Sjögren, Agnes von Krusenstjerna e Marika Stiernstedt.

## Biografia

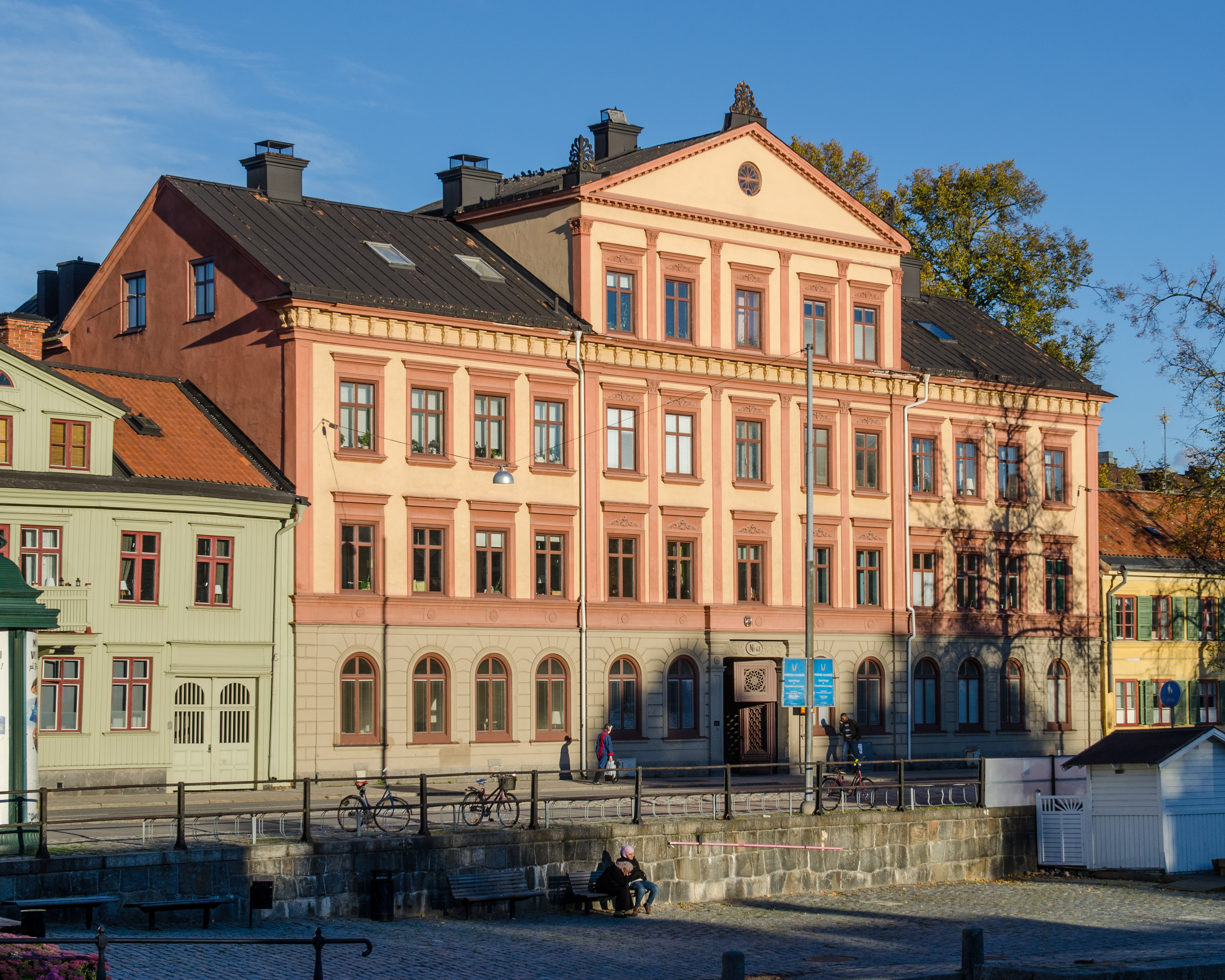
Il Vershuset, al civico 65 di Östra Ågatan, ad Uppsala, dove la famiglia Nyblom visse dal 1864 in poi.

Helena Nyblom era la figlia di Jørgen Roed ed Emilie Amanda Kruse. Suo padre era pittore e professore all'Accademia delle belle arti di Copenaghen, mentre sua madre condivideva la passione per l'arte e la letteratura antica. La sua famiglia teneva a casa feste e riunioni di artisti, musicisti, funzionari e scrittori, e lei crebbe così una buona cultura intellettuale ed estetica, studiando anche illustrazione e pianoforte. Alcuni suoi disegni son conservati presso la Biblioteca dell'Università di Uppsala.
Si sposò con il collega e scrittore Carl Rupert Nyblom nel 1864 e la coppia si stabilì ad Uppsala. La loro casa divenne un importante luogo di incontro per artisti provenienti da tutti i paesi nordici. La coppia, che versò per qualche tempo in condizione di semindigenza, si mantenne solo attraverso la loro professione e la vendite dei libri. Insieme ebbere sei figli chiamati: Carl Göran Nyblom, Sven Nyblom, Ellen Lundberg-Nyblom, Knut Nyblom, Lennart Nyblom e Holger Nyblom. La Nyblom ebbe anche dei nipoti, tra i quali: il giornalista Teddy Nyblom e l'architetto Peder Nyblom.

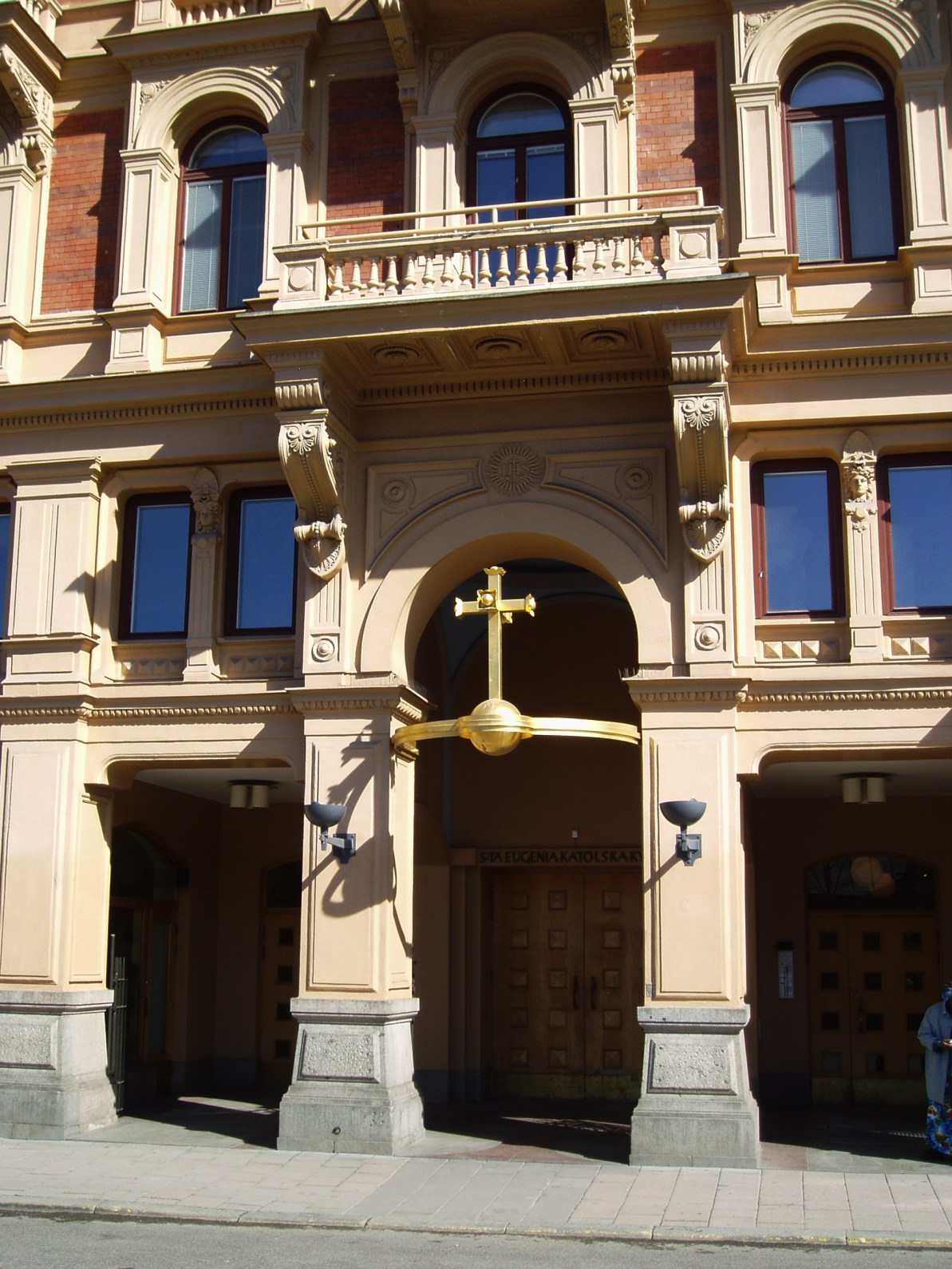
L'ingresso alla Chiesa di Sant'Eugenia della capitale svedese.

Nel 1895, Nyblom si convertì al Cattolicesimo presso la chiesa di Sant'Eugenia, a Stoccolma. La conversione riscosse vasta eco mediatica ed asprissime critiche, sia da parte della stampa che dei suoi amici. Il marito, che comunque non si convertì al cattolicesimo, la difese pubblicamente. Tra i loro figli, che rimasero formalmente nella Chiesa di Svezia, Lennart fu l'unico che seguì la madre in tarda età, convertendosi anch'esso.
Helena Nyblom è sepolta assieme alla presso il cimitero vecchio di Uppsala.

## Opera
Helena Nyblom esordì con i racconti scritti per il Ny illustrerad tidning, e successivamente pubblicati in quattro volumi tradotti dal danese, con la collaborazione di suo marito. Scrisse anche poesie e le pubblicò in diverse raccolte. Ottenne in seguito un certo riconoscimento letterario grazie alle sue fiabe. Realizzò anche un romanzo, scrisse alcuni libri per ragazze, e commedie per il teatro.
Nyblom si dedicò oltreché all'attività di scrittrice, anche a quella di critica culturale, in diversi quotidiani come l'Idun, l'Ord och Bild, il Ny svensk tidskrift e il Nordisk tidskrift.

## Pubblicazioni
Narrativa

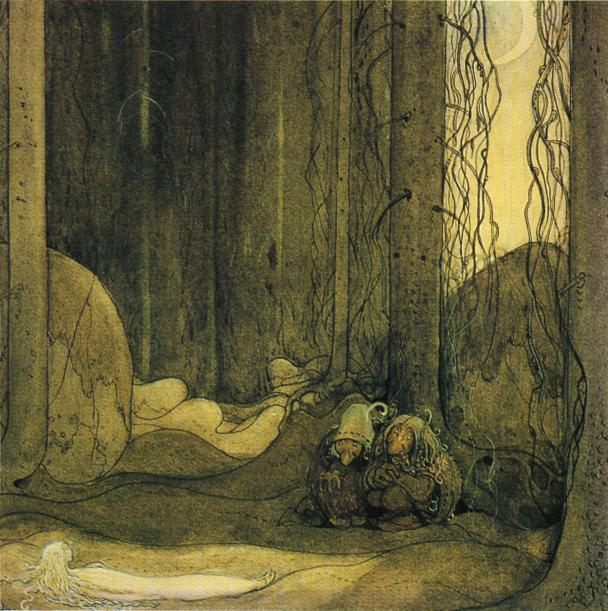
Illustrazione di John Bauer per una delle fiabe di Helena Nyblom (Il mutaforma; 1913).

- Noveller. Stockholm: Norstedt. 1875-1881.
- Noveller. Samling 4, Merkurius ; Farbror Elis ; I dyningen ; En Evas dotter ; En hård nöt att knäcka. Stockholm: Norstedt. 1881. Libris 22108016
- Digte. Kjøbenhavn: Gad. 1881
- Under dansen. Helsingfors. 1885.
- Nye digte. Kjøbenhavn: Gad. 1886.
- Fortællinger og Skizzer. Kjøbenhavn. 1887.
- Qvinnoöden: noveller. Stockholm: Norstedt. 1888. Libris 1625230.
- Dikt och verklighet, samling 1 och 2. Stockholm: Norstedt. 1890.
  - Samling 1. Stockholm: Norstedt. 1890.
  - Samling 2. Stockholm: Norstedt. 1890.
- Sverges skans: ett ord om och till svenskarne. Minnen från Skansens vårfest ; 8. Stockholm: Nordiska museet. 1893.
- Digte: tredie Samling. Stockholm: Wahlström & Widstrand. 1894.
- Fantasier: fyra berättelser. Stockholm: Wahlström & Widstrand. 1896.
- Det var en gång: sagor för små och stora barn. Stockholm: Gernandt. 1897-1898.
- "Det ringer!": skämt i en akt. Svenska teatern; 270. Stockholm: Bonnier. 1902.
- En sagokrans. Stockholm: Bonnier. 1903.
- En trasslig härfva: proverb i en akt. Svenska teatern; 278. Stockholm: Bonnier. 1904.
- Hämnd: lustspel i en akt. Svenska teatern; 279. Stockholm: Bonnier. 1904.
- Till Konung Oscar efter Hans trontal 1905. Stockholm. 1905.
- Högvalla: familjeroman. Stockholm: Fritze. 1907.
- En gammal historia och andra noveller. Göteborg: Åhlén & Åkerlund. 1908.
- Ja och nej: originalsagor. Barnbiblioteket Saga; 26. Stockholm: Svensk läraretidning. 1908, a cura di Ottilia Adelborg.
- Finns det något bättre?: [dikt]. Stockholm. 1909.
- I sista stund: dramatisk scen. Svenska teatern; 324. Stockholm: Bonnier. 1910.
- Kusinerna: berättelse för unga flickor. Stockholm: Skoglund. 1910.
- En musik-kur: dramatisk scen för två personer. Svenska teatern; 325. Stockholm: Bonnier. 1910.
- Nye og gamle Digte och Dikter. Stockholm: Bonnier. 1910.
- När löfvet faller. Göteborg: Åhlén & Åkerlund. 1910.
- Porträttet: Komedi i en akt. Svenska teatern; 326. Stockholm: Bonnier. 1910.
- Till fredens vänner: [jämte öfvers. på engelska.]. Stockholm. 1910.
- Dollarprinsessan: en gammal violin. Albert Bonniers 25-öresböcker; 16. Stockholm: Bonnier. 1912.
- Kusin Claudia och andra berättelser. Albert Bonniers 25-öresböcker; 35. Stockholm: Bonnier. 1912.
- Sagospel: tillägnade Sveriges barn. Barnbiblioteket Saga; 42. Stockholm: Svensk läraretidning. 1912, illustrazioni di Gerda Tirén.
- Väninnorna: berättelse för unga flickor. Stockholm: Skoglund. 1912.
- Djur och människor. Stockholm: Norstedt. 1914.
- Sju flickor: berättelse för ungdom ([3 uppl.]). Stockholm: Åhlén & Åkerlund. 1915.
- Flickornas julbok: berättelser om flickor från slott och koja. Stockholm: Åhlén & Åkerlund. 1916.
- Gamla violinen och annat ur dikt och verklighet. Stockholm: Åhlén & Åkerlund. 1916.
- Katten från Siena och andra fantastiska berättelser. Stockholm: Åhlén & Åkerlund. 1917.
- Håsjöstapeln. Stockholm: Nordiska museet. 1917.
- En ostyring och andra berättelser för flickor. Stockholm: Åhlén & Åkerlund. 1921.

Altre opere di vario genere
- Estetiska frågor: Af H.A.N. Stockholm. 1882.
- I kvinnofrågan: embetet att vara husmoder: kvinnans kallelse. Stockholm: Wahlström & Widstrand. 1896.
- Fosterlandskärlek. Föreningen Heimdals folkskrifter; 53. Stockholm: Beijer. 1898.
- Den svenska och den danska nationalkarakteren: föredrag hållet vid Nordiska fören:s i Upsala årsmöte d. 15 mars 1900. I vår tids lifsfrågor; 15. Stockholm: Skoglund. 1900.
- Florens. Nordiska öresbiblioteket; 3. Stockholm: Ljus. 1904.
- Frederi Mistral: Gavinana. Nordiska öresbiblioteket; 1906:2. Stockholm. 1906.

Biografie
- Mina levnadsminnen. Stockholm: Bonnier. 1922.
- Mina levnadsminnen. 1, I Danmark 1843-1864. 1922.
- Mina levnadsminnen. 2, I Sverige 1864-1898. 1922.
- Två väninnor: Helena Nyblom och Anna Hamilton-Geete. Stockholm: Norstedt. 1950. Brev sammanställda av Holger Nyblom.